# Khadja Nin
Khadja Nin, de son vrai nom Jeanine Rema est une chanteuse née le 27 juin 1959 au Burundi.

## Biographie
Fille de Jean Ntiruhwama ancien ministre de L'Intérieur du Burundi sous le règne du roi Mwambutsa IV, Jeanine Rema est née à Ruvyagira, à proximité de Gitega. Khadja Nin signifie phonétiquement « La petite Jeanine » ( ka étant un diminutif dans le Kirundi, langue parlée dans son pays natal exprimant quelque chose de petit).  
Elle forme un groupe musical en 1973, puis part à Kinshasa en 1975 pour ses études. Quelques années après, elle quitte l'Afrique pour Paris en 1980, puis pour la Belgique, avec son fils et son mari qui décède par la suite,.
Le premier album sort en 1992, chanté en swahili. Mais elle se fait surtout connaître en France en 1995 grâce au tube Sambolera mali son, un titre du second album, Ya Pili (Le second),. Le troisième album est une compilation d'anciens et de nouveaux titres. Jeanne Moreau réalise le clip illustrant sa chanson Mama, où elle évoque sa mère, sur son quatrième album Ya.... Les textes de cet album sont en swahili ou en kirundi (pour le refrain du titre Mama). L'album comporte aussi une reprise d'un morceau du musicien gabonais Pierre Akendengué, Africa Obota, et d'un titre de Stevie Wonder, Free qu’elle renomme Sina mali, sina deni (Je ne suis ni riche ni endettée). Un autre  morceau  rend hommage à Nelson Mandela, et une chanson appelle à alléger l’embargo imposé au Burundi.
En janvier 2000, elle chante au Palais omnisports de Paris-Bercy avec Sting et Cheb Mami,. Elle se remarie en 2006 avec le pilote automobile belge Jacky Ickx,, et ils s'installent à Monaco. Son fils unique, Vincent Christoffel, s'est marié et vit en Belgique.
En 2018, elle est membre du jury au Festival de Cannes, sous la présidence de Cate Blanchett, aux côtés des actrices Léa Seydoux et Kristen Stewart, de la réalisatrice Ava DuVernay, de l'acteur Chang Chen et des réalisateurs Robert Guédiguian, Denis Villeneuve et Andreï Zviaguintsev.

## Discographie
- 1992 : Khadja Nin

1. Leo leya
2. Mulofa
3. Ay Ay Ay
4. Bwana C.
5. Mwana wa
6. Simba
7. Ile
8. Wale Watu
9. Samba Latino
10. Mupe
11. Rudiya
12. Njala

- 1994 : Ya Pili

1. Sambolera mayi son
2. Mama Lusiya
3. African cooperation
4. Mwana wa mama
5. Umenipa njiya
6. Que pasa en el mundo
7. Haya
8. Sous le charme
9. M'Barik fall
10. Rosy
11. Save us
12. Fiya liber
13. La ballade...

- 1996 : Sambolera

1. Sambolera mayi son
2. Sina mali, sina deni (Free) - Reprise de Stevie Wonder
3. Wale watu
4. Mama lusiya
5. Save us
6. Mwana wa mama
7. Leo leya
8. M'barik fall
9. Sous le charme
10. Rosy
11. Bwana C.

- 1998 : Ya...

1. Mama
2. Embargo
3. Sesiliya
4. Turasa
5. Mzee Mandela
6. Damu Ya Salaam
7. Kuji Fondeya
8. Afrika Obota
9. Like an Angel
10. Kembo
11. Shadow Man